# ترو تي في
ترو تي في (بالإنجليزية: truTV) قناة تلفزيونية أمريكية. تابعة لشركة تايم وارنر. أسست في 1 يوليو، 1991 بأسم «كورت تي في»، في عام 2008، غُير أسم القناة إلى «ترو تي في» وحول تركيز القناة على برامج الواقع.
اعتباراً من فبراير، 2015، 89.7 مليون أسرة في الولايات المتحدة (مايقارب 77% من الأسر التي تمتلك تلفاز) يتلقون بثّ قناة ترو تي في.

## البرامج

### برامج أصلية
- آدم يدمر كل شيء (29 سبتمبر، 2015)
- بيلي في الشارع (8 أكتوبر، 2015)
- تأثير كاربونارو (15 مايو، 2014)
- أقوى جوكر (15 ديسمبر، 2011)

## وصلات خارجية
- ترو تي في على موقع IMDb (الإنجليزية)

- الموقع الرسمي